# スタームルガー・ブラックホーク
スターム ルガー・ブラックホーク（英: Sturm Ruger Blackhawk）は、アメリカのスターム・ルガー社が開発した回転式拳銃。

## 特徴
基本的にはコルトSAAを原型としたシングルアクションリボルバーであるため外観はSAAによく似ているが、強力なマグナム弾（.41マグナム弾など）を装填・発射するために、シリンダーなど各部の強度・耐久性を向上させた設計がなされている。それに加え、上下左右の調整が可能な精密な照準器を採用し、バリエーションによってはシングルアクションリボルバーとしては珍しい安全機構を取り入れるなど、実践射撃に適するようにするための配慮が随所に見られる。
更にSAA同様に次弾装填にはローディングゲートをオープンし、シリンダーの回転をフリーにすることで行うという点は同じだが、SAAはローディングゲートをオープンした後、シリンダーの回転をフリーにするにはハンマーをハーフコックしなければならなかったが、ブラックホークの場合はローディングゲートをオープンするだけでシリンダーがフリー回転状態となる「ローディングゲート・メカニズム」や、シングルアクションでの射撃に適したセレーション入りのトリガー、同じくSAAと同様の反動を受け流すことに向いた撫で肩型のグリップなどを備える。
アメリカにおいては、鑑賞用としても人気が高く高価なコルトSAAと比べ、このブラックホークは価格の安さとともに使いやすさや耐久性の高さから、クイックドロウ（早撃ち）などの速射競技用として人気が高く、現在でも生産が継続されている。
バリエーション
使用弾薬は.357マグナム弾や.45コルト弾など、非常にバリエーションが多い。

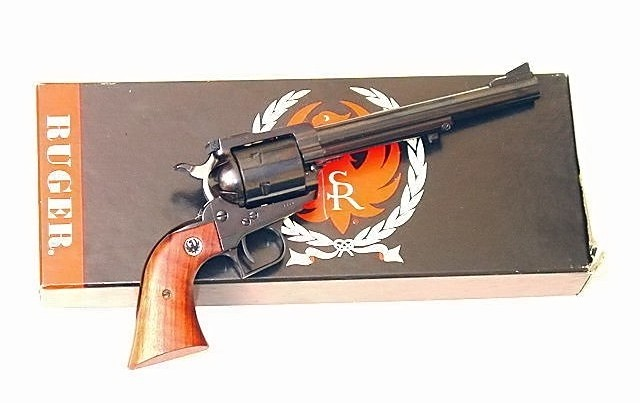
スーパーブラックホーク
さらに強力な弾薬（.44マグナム弾）を使用できるように強化設計されたモデル。耐久性を上げるためにシリンダーを太くし、肉抜きの溝の無いノンフルーテッドシリンダーとなった。トリガーガードはスチール製の角張った形状へと変更されている。
ニューモデル・スーパーブラックホーク
1973年に発売されたスーパーブラックホークにスターム・ルガー社独自のトランスファーバー・メカニズムを組み込んだシングル・アクションオンリーのリボルバーとしては珍しいインターナル・セーフティを備えるモデルである。
また、ブラックホークシリーズ以外のシングルアクションリボルバーとして「シングルシックス」や「バケーロ」、現代としては珍しい黒色火薬使用の「オールドアーミー」がある。
同社が発売するダブルアクションモデル「レッドホーク」と、ブラックホーク同様に弾薬増加に対応した「スーパーレッドホーク」は、名称に共通性はあるものの、より近代的な設計がなされたモデルであり、両者はまったく別系統の銃である。

## 登場作品
特に「スーパーブラックホーク」など記載がない場合は、すべて「ブラックホーク」が登場。

### 映画・テレビドラマ
『相棒』（TVドラマ）
Season11第1話「聖域」に登場。展示室の壁にかけてある。
『ハートブルー』（映画）
サーファー強盗団の首領ボーディ（パトリック・スウェイジ）がスーパーブラックホークを愛用。
『ハーレーダビッドソン&マルボロマン』（映画）
主人公のハーレー（ミッキー・ローク）が立ちはだかる敵を倒すために劇中後半で手に入れる。

### 漫画・アニメ
『甘く危険なナンパ刑事』（漫画）
主人公の上司・西条刑事課長が愛用。
『ツバサ・クロニクル』（アニメ）
第15話でカイル・ロンダートが使用。
『ドーベルマン刑事 / 新ドーベルマン刑事』（漫画）
主人公である刑事・加納錠治がスーパーブラックホークを愛用。
『ブラック・エンジェルズ』（漫画）
第2部から登場の元刑事・牙亮がスーパーブラックホークを愛用。
『BLACK LAGOON』（漫画）（アニメ）
第7エピソード「Fujiyama Gangsta Paradise」において、ヤクザのチンピラ・チャカが使用（漫画版「#34 Fujiyama Gangsta Paradise PT.10」、テレビアニメ版「#22 The Dark Tower」）。
『ルパン三世 EPISODE:0 ファーストコンタクト』（アニメ）
マフィアの用心棒・シェイドが、スーパーブラックホークを二挺拳銃で使用。
『ルパン三世 TV第2シリーズ』（アニメ）
第149話「ベールをはいだメッカの秘宝」でアラビアのロレンスの娘、パトラ・ロレンスに扮する峰不二子が使用。

### 小説
『緋弾のアリア』
第18巻にてサンダース爺さんが所持。
『Holy☆Hearts!』
エクスが愛用

### ゲーム
『THE KING OF FIGHTERS 2002』
ウィップがMAX2で使用。